# الوود، شهرستان فنین، تگزاس
الوود (به انگلیسی: Elwood) یک منطقهٔ مسکونی در ایالات متحده آمریکا است که در شهرستان فنین، تگزاس واقع شده‌است.